# Новий Сьвят (гміна Кавенчин)
Новий Сьвят (пол. Nowy Świat) — село в Польщі, у гміні Кавенчин Турецького повіту Великопольського воєводства.
Населення — 89 осіб (2011).
У 1975-1998 роках село належало до Конінського воєводства.

## Демографія
Демографічна структура станом на 31 березня 2011 року:
|          | Загалом | Допрацездатний вік | Працездатний вік | Постпрацездатний вік |
| -------- | ------- | ------------------ | ---------------- | -------------------- |
| Чоловіки | 42      | 8                  | 25               | 9                    |
| Жінки    | 47      | 14                 | 21               | 12                   |
| Разом    | 89      | 22                 | 46               | 21                   |